# Chiesa di San Giuseppe (Raffadali)
La chiesa di San Giuseppe è una chiesa di Raffadali, comune italiano della provincia di Agrigento in Sicilia. Fu completata nel XIX secolo, ed è situata nell’omonima via, nel centro storico del paese. 

## Storia
Il suo interno riflette lo stile dell'architetto Saverio Bentivegna, della prima metà del XIX secolo. Molti tempo prima si ritiene invece sia stata realizzata la facciata poiché, con le abbondanti flessuosità delle linee, con l'audace distesa degli spazi, presenta evidenti richiami allo stile barocco. La chiesa sorge accanto al monastero delle suore collegine con il suo frontale barocco.

## Descrizione
Vivacemente mossa e decorata da uno stile ricchissimo, la facciata della chiesa di San Giuseppe è un grande esempio di arte barocca siciliana. La facciata ondulata con la parte centrale sporgente dà un senso di grandezza in uno spazio che è invece piccolo. L'interno della chiesa, con una sola navata ampia, è un classico esempio di chiesa di predicazione a sala. La chiesa sorgeva dove un tempo vi era l'ospedale di San Giuseppe, il quale era annesso alla casa di San Ludovico. Dal 1739 vi ha sede il collegio di Maria.